# Schwanz

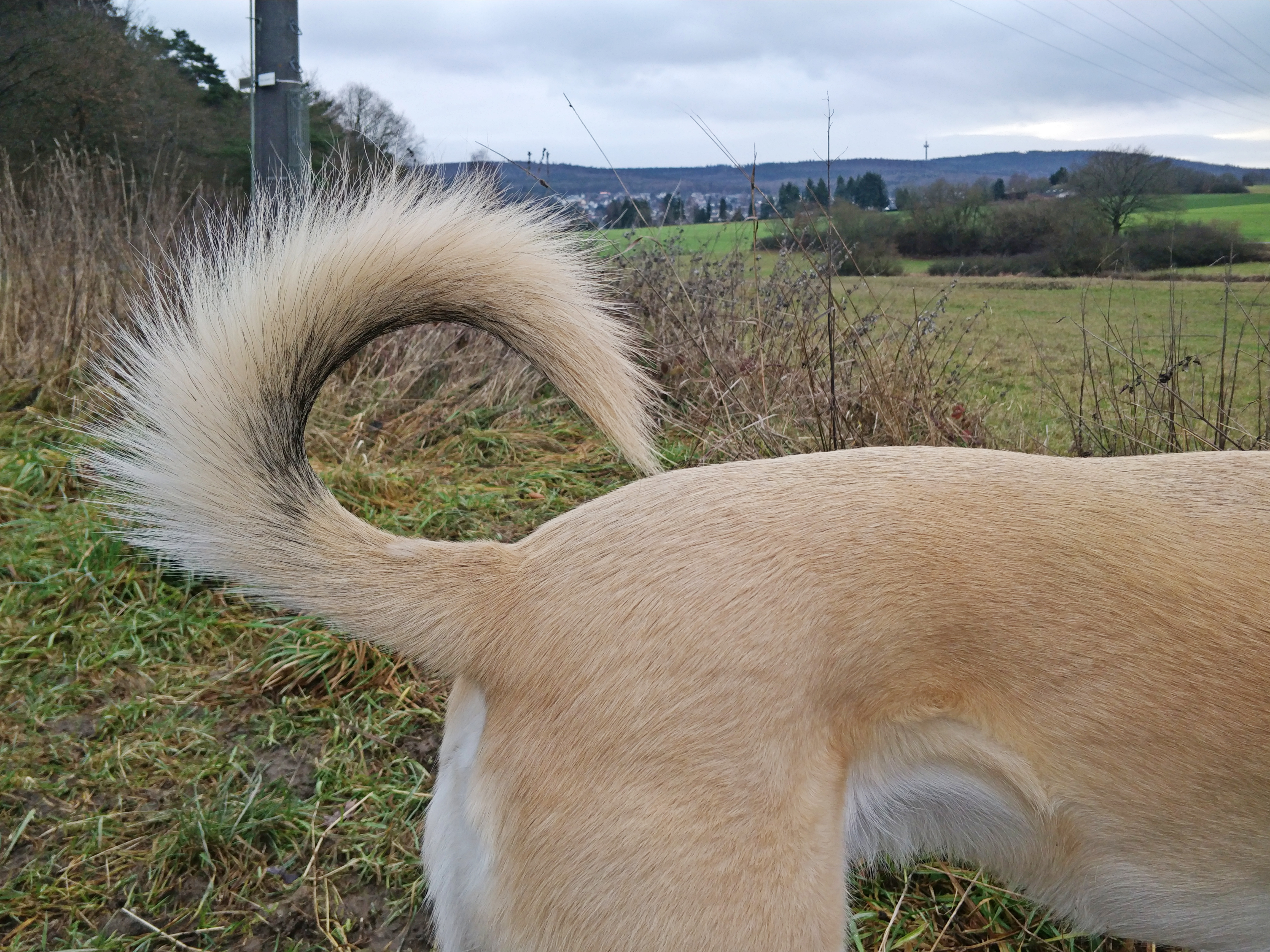
Der Schwanz bzw. die Rute eines Haushundes dient vor allem der körpersprachlichen Kommunikation. Dieser Hund schnüffelt ausgiebig an einer Duftspur und fühlt sich als Herr der Lage. Der hoch aufgerichtete Schwanz äußert Selbstsicherheit und Konzentration.

Bei den Wirbeltieren ist ein Schwanz (lat. cauda; griech. οὐρά ourá) das mit Muskeln, Sehnen, Haut und eventuell Fell (bzw. Schuppen oder Federn) bekleidete, hintere Ende der Wirbelsäule
am Ansatz des Afters. Bei manchen Wirbeltieren ist er lang und besteht dann aus vielen, aneinander durch Muskeln oft in hohem Grad beweglichen Wirbeln (beispielsweise der Wickel- und Greifschwanz vieler Primaten), bei anderen ist er kurz und stummelförmig, mitunter breit und flach (Biber, Wale), bei manchen fehlt er ganz (Menschen, adulte Frösche). Sogenannte Schwanzmenschen, bei denen ein Stummelschwanz als Atavismus vorhanden ist, sind sehr selten. Der Ansatz am Rumpf wird anatomisch als Schwanzwurzel (Radix caudae oder Radix coccygis) bezeichnet. An der Schwanzspitze befindet sich häufig ein Haarbüschel, welches Cirrus caudae genannt wird. Die Schwanzregion wird als Regio caudalis oder Regio coccygea bezeichnet und schließt sich an die Kreuzgegend (Regio sacralis) an.
Katzen- und hundeartige Tiere verwenden den Schwanz sowohl zum Balancieren als auch für die Kommunikation.

## Etymologie
Das ursprünglich nur im hochdeutschen Sprachbereich gültige Wort mhd. swanz ist eine Rückbildung aus mhd. swanzen ‚sich schwenkend bewegen‘. Es bedeutete zunächst ‚wiegende Bewegung beim Tanz‘, dann ‚Schleppe, Schleppkleid‘ und erst davon leitet sich die Bedeutung ‚Tierschweif‘ ab.
Von der lateinischen Vokabel cauda leiten sich in der Anatomie die Bezeichnungen kaudal oder caudal für ‚den Schwanz betreffend‘ oder ‚schwanzwärts bzw. in Richtung des hinteren Endes des Rumpfes (gelegen)‘ (als reine Richtungsangabe auch kaudad oder caudad) ab. Auch die griechische Vokabel ουρά ourá findet sich in wissenschaftlichen Bezeichnungen, beispielsweise im medizinischen Namen Brachyurie für eine angeborene Missbildung des Schwanzes, und, wie auch cauda, in verschiedenen wissenschaftlichen Namen biologischer Taxa, unter anderem Anura, Urochordata und Uroplatus bzw. Caudata, Caudofoveata und Caudipteryx.

## Artspezifische Bezeichnungen
Als Schweif bezeichnet man den Schwanz des Pferdes, der aus der Schweifrübe und langen Haaren besteht.
In der Jägersprache gibt es neben dem Schwanz des Bibers spezielle Begriffe für den Schwanz bestimmter Tiere, beispielsweise Blume bei Feldhasen und Kaninchen, Lunte bei Füchsen und Mardern, Pürzel bei der Wildsau, Standarte bei Füchsen und Wölfen, Wedel bei Schalenwild außer Schwarzwild. Stoß bezeichnet die Gesamtheit der Schwanzfedern beim Vogelschwanz. Bei Haushunden wird der Schwanz als Rute bezeichnet.
Bei einigen Säugetieren sind an der Schwanzwurzel Duftdrüsen ausgebildet, wie die Violdrüse bei Raubtieren oder die Kaudaldrüse bei Meerschweinchen.

## Veränderungen durch Verletzungen und Kupieren

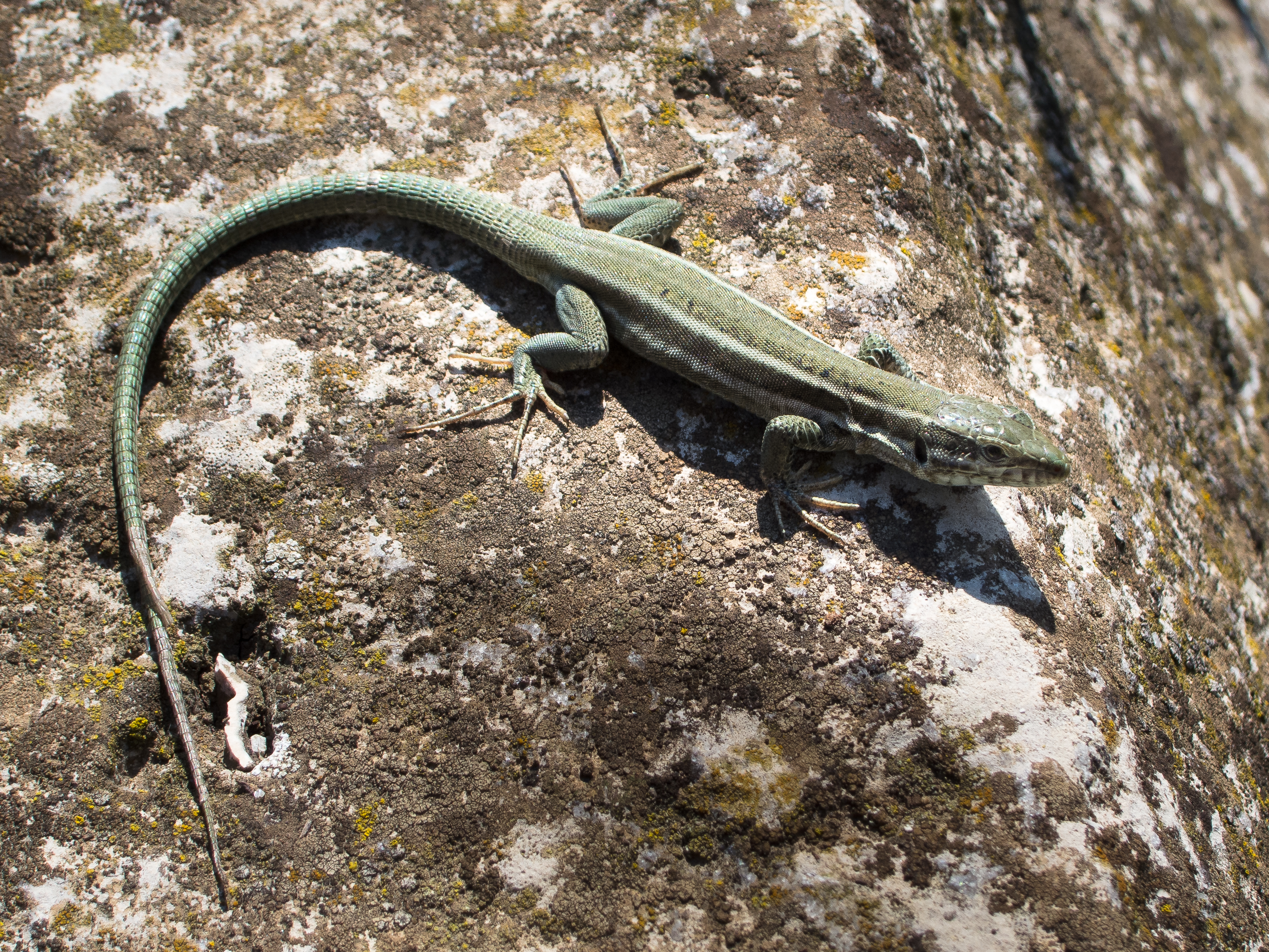
Mauereidechse mit nachgewachsenem Schwanz

Verletzungen des Schwanzes sind bei Tieren relativ häufig. Schwanzbeißen (oder Schwanzjagen)  gehört zu den Zwangsstörungen, die bei Nutztieren in intensiver Tierhaltung, oft haltungsbedingt auftreten. 
Um Entzündungen infolge von Verletzungen zu vermeiden, wurden Schwänze, besonders in der Nutztierhaltung von Schweinen und Schafen, daher häufig kupiert. In der Schweinehaltung ist diese Art von Eingriff mittlerweile EU-weit verboten, bzw. nur noch erlaubt, wenn der Tierhalter die sogenannte „Feststellung der Unerlässlichkeit“ erbringen kann. Hierfür müssen tatsächliche Verletzungen erhoben werden und mit einer Risikoanalyse kombiniert werden.

## Erkrankungen
Schwanzlähmungen treten infolge von Schädigungen der Schwanznerven oder des Rückenmarks (→ Cauda-equina-Syndrom der Hunde) auf.
Die Kokzygeale Myopathie ist eine entzündliche schmerzhafte Erkrankung bei Haushunden, die vermutlich infolge von Überlastung auftritt. Beim Ring tail der Ratten kommt es zu ringförmigen Einschnürungen und Absterben von Gewebeteilen.
Haarausfall (Alopezie) am Schwanz, sogenannter Rattenschwanz, ist ein Symptom verschiedener Erkrankungen. Dazu gehören beim Haushund unter anderem Hypothyreose, Hyperadrenokortizismus und Sebadenitis.